# Боснюк Данило Віталійович
Дани́ло Віта́лійович Босню́к (нар. 24 серпня 2000, Лисичанськ) — український бадмінтоніст, майстер спорту України, чемпіон України 2020 року, гравець Національної збірної України, учасник Юнацьких Олімпійських ігор 2018 року.

## Загальні відомості
Бадмінтоном почав займатись за прикладом мами і старшого двоюрідного брата у 2006 році.
Вихованець Лисичанської і Дніпровської школи бадмінтону.
Навчався в Дніпровському обласному училищі фізичної культури, тренувався в дитячо-юнацькій спортивній школі олімпійського резерву з бадмінтону ім. К. В. Вавілова.
Перший тренер — Кондратюк Анатолій Анатолійович.
Тренери — Пешехонов Микола Сергійович, Семенюта Вікторія Володимирівна, Дружченко Владислав Георгійович.

## Досягнення
- 2020 — чемпіон України в одиночному чоловічому розряді[6]
- 2018 — 4-те місце на ІІІ літніх Юнацьких Олімпійських іграх в Буенос-Айресі
- 2017 — абсолютний чемпіон міжнародного турніру з бадмінтону серед юніорів «Ukraine Junior 2017»[7]
- 2016 — бронзовий призер Чемпіонату Європи з бадмінтону серед юніорів (Люблін, Польща).[8][9]